# Селл, Джордж
Джордж Селл (англ. George Szell, нем. Georg Szell; 7 июня 1897, Будапешт, Австро-Венгрия — 30 июля 1970, Кливленд, США) — немецкий и американский дирижёр, пианист, педагог и композитор.

## Биография
Родился в Будапеште в еврейской семье. Вырос в Вене, учился как пианист у Рихарда Роберта (одновременно с Рудольфом Серкином, с которым в дальнейшем Селла связало многолетнее сотрудничество), изучал композицию и теорию музыки у Ойзебиуса Мандычевского в Академии музыки и сценического искусства, затем также некоторое время занимался у Макса Регера в Лейпцигской консерватории. С 10 лет выступал как пианист, с 14 лет исполнял и собственные сочинения.
Как дирижёр дебютировал в 1914 году с «Блютнер-оркестром» в Берлине; до 1916 года был вторым дирижёром оперного театра «Королевские зрелища» в Берлине, в 1917—1918 годах — главный дирижёр оперного театра в Страсбурге. В 1919—1924 годах работал в Праге, Дармштадте и Дюссельдорфе, в 1924—1929 возглавлял оркестр Немецкой государственной оперы и одновременно (с 1927) был профессором Высшей школы музыки в Берлине. В 1929—1937 годах — музыкальный руководитель (Generalmusikdirektor) «Нового немецкого театра» и профессор Немецкой академии музыки в Праге. С 1932 года дирижировал крупнейшими европейскими симфоническими оркестрами, в том числе Венским, Берлинским, Лондонским филармоническим и др. В 1936—1939 годах — главный дирижёр Шотландского национального оркестра в Глазго, а в 1937—1938 годах одновременно и гаагского Резиденц-оркестра. В сезоны 1938 и 1939 года работал в Австралии (дирижировал оркестром Австралийского радио). Много гастролировал в странах Европы и в США.
С 1939 года жил в США (гражданство с 1946), дирижировал ведущими американскими оркестрами, в 1942—1946 годах работал в Метрополитен-опера. В 1946 году принял руководство Кливлендским оркестром, который под руководством Селла стал одним из лучших в мире; в 1957 и 1965 годах гастролировал с этим оркестром в странах Европы, в том числе в СССР (1965). Выступал на многочисленных музыкальных фестивалях, в том числе на Зальцбургском.
Умер в 1970 году. Похоронен в Сэнди-Спрингс, Джорджия.

## Творчество
Селл — дирижёр романтического склада; обладал тонким вкусом; его темпы были гибки, с выразительными rubato. Репертуар Селла огромен; в его основе главным образом монументальные сочинения — симфонии, в том числе «большая» C-dur P. Шуберта, 3-я («Героическая») Л. Бетховена, 5-я С. С. Прокофьева.
Селл — автор вариаций на собственную тему для оркестра (1916), Лирической увертюры (1920), фортепианного квинтета и сочинений для фортепиано.

## Признание
По результатам опроса, проведённого в ноябре 2010 года британским журналом о классической музыке BBC Music Magazine среди ста дирижёров из разных стран, среди которых такие музыканты, как Колин Дэвис (Великобритания), Валерий Гергиев (Россия), Густаво Дудамель (Венесуэла), Марис Янсонс (Латвия), Селл занял четырнадцатое место в списке из двадцати наиболее выдающихся дирижёров всех времён. Введён в Зал славы журнала Gramophone .